# 北川忠彦
北川 忠彦（きたがわ ただひこ、1927年1月27日 - 1994年4月3日）は、日本の国文学者。専攻は能・狂言研究。

## 経歴
愛媛県松山市出身。京都大学文学部卒業。愛媛大学助教授、立命館大学助教授、天理大学教授、京都女子大学教授、龍谷大学教授を歴任。1994年4月3日、膵臓癌のため死去。

## 主な著作

### 単著
- 狂言百番 葛西宗誠 写真（淡交新社、1964年）
- 世阿弥（中公新書、1972年・講談社学術文庫、2019年※解説:土屋恵一郎）
- 観阿弥の芸流（三弥井選書・三弥井書店、1978年）
- 源氏の旗風 義経物語（平凡社名作文庫・平凡社、1978年）
- 軍記物論考（三弥井選書 三弥井書店、1989年）
- 狂言歌謡考（和泉書院、1996年※解説:伊藤正義）

### 編著・共編著
- 中世の文学・日本文学史3 久保田淳共編（有斐閣選書・有斐閣、1976年）
- 軍記物の系譜（世界思想社、1985年）

### 校注
- 狂言集 安田章と校注（日本古典文学全集・小学館、1972年）
- 閑吟集・宗安小歌集（新潮日本古典集成・新潮社、1982年）
- 天理本狂言六義 中世の文学 橋本朝生、関屋俊彦共校注（三弥井書店、1994年-1995年）